# Siemens Inspiro

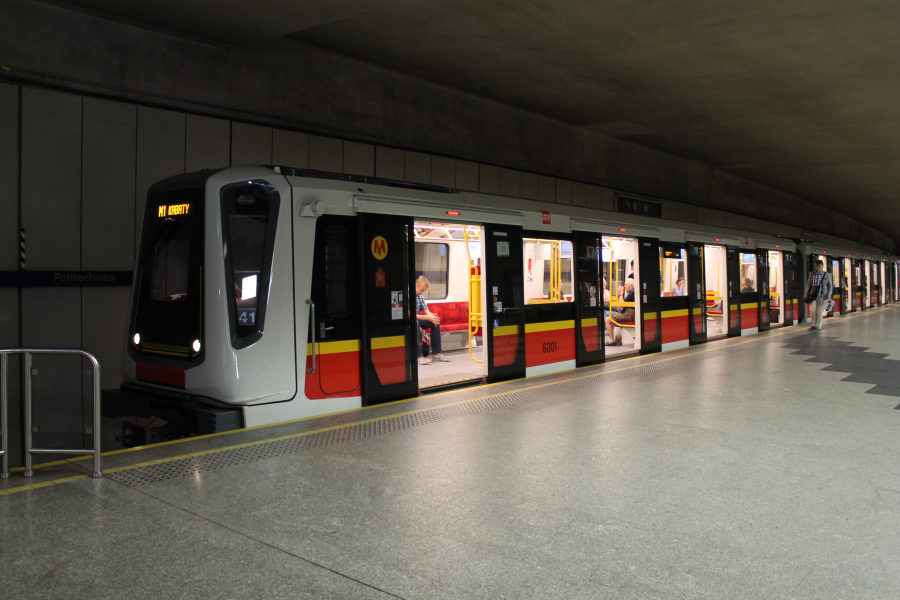
Потяг «Siemens Inspiro» у Варшавському метрополітені

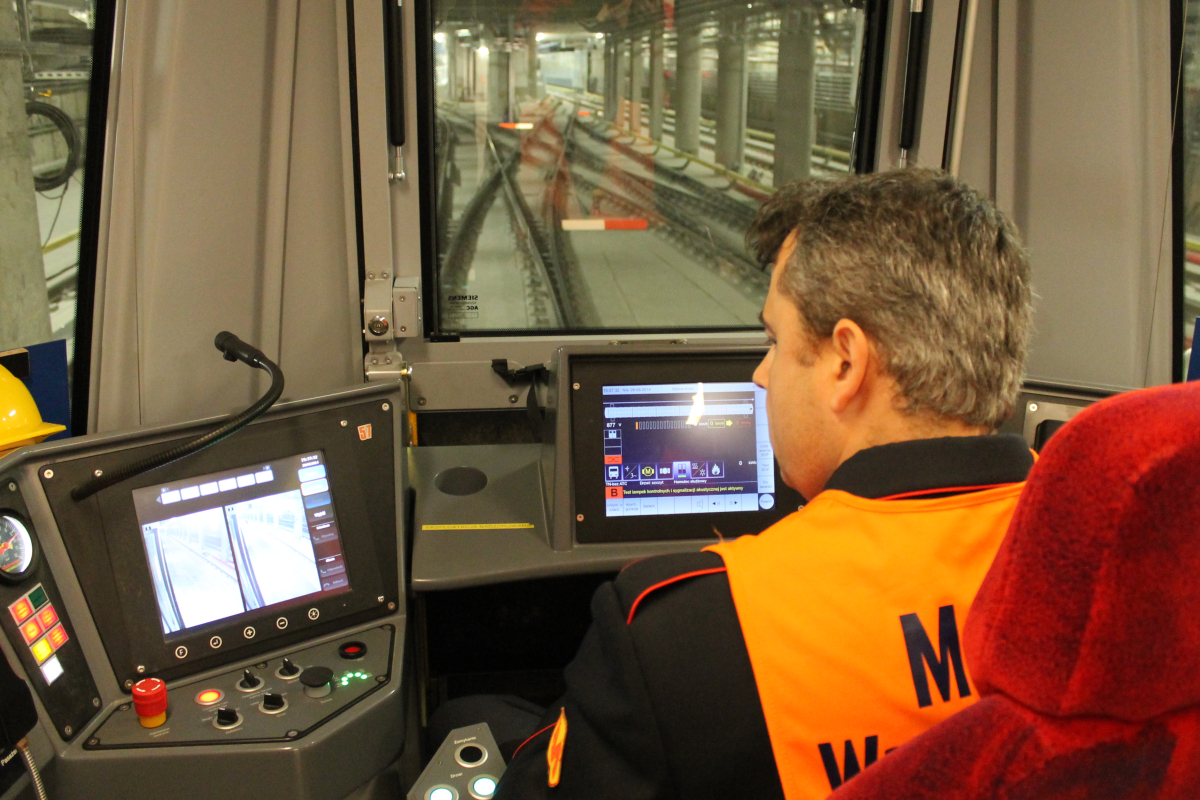
Кабіна машиніста у «Siemens Inspiro» (Варшава)

«Siemens Inspiro» — сімейство потягів для метрополітену виробництва компанії Siemens AG.

## Технічні характеристики
Базова шести-вагонна конфігурація включає в собі два моторних вагона з кабіною, які розташовані по краях поїзда, два моторних вагона в центрі і два причіпних вагона, кожен з яких розташований між моторним вагоном з кабіною і простим моторним вагоном.
Можлива поставка складів в різних конфігураціях — від 3 до 8 вагонів.
Корпус виробляється з алюмінієвого сплаву. У конструкції торця кабіни застосований легкий армований склопластик.
Інтер'єр модульний, з можливістю гнучкої інсталяції сидінь — впоперек, вздовж і змішано.

## Експлуатація та перспективні розробки

### Варшавський метрополітен
У жовтні 2010 року компанія-оператор Metro Warszawskie замовила у консорціуму в складі Siemens AG і Newag S.A. 35 шести-вагонних складів..

### Московський метрополітен
У вересні 2013 року в рамках виставки «ЕКСПО 1520» в підмосковній Щербинці концерн  Siemens AG  представив макет нового вагону для московського метрополітену на основі платформи Inspiro. Пізніше вагон виставлявся на ВВЦ, а потім в Сокольниках.

### Лондонський метрополітен
У жовтні 2013 року концерн  Siemens AG  в рамках своєї постійної діючої виставки «The Crystal» представив концепт рухомого складу для метрополітену Лондона на основі Inspiro. Концепт буде доступний для публічного огляду до 8 січня 2014 року.

### Метрополітен Ер-Ріяда
10 жовтня 2013 року концерн  Siemens AG  оголосив про постачання в рамках угоди між саудівським Верховним комісаріатом по міському розвитку і консорціумом у складі   Bechtel Corporation ,  Siemens AG  і  Almabani and Consolidated Contractors Company  74 складів Inspiro в двох  і чотирьох вагонної конфігурації для 1 і 2 лінії метрополітену Ер-Ріяда. Лінії працюватимуть у повністю автоматичному режимі.

## Надзвичайні події за участю поїздів Inspiro
17 листопада 2013 року у варшавському метро загорівся один з поїздів серії Inspiro. За словами очевидців, з-під вагонів здіймалося полум'я заввишки не менше трьох метрів. Близько 150 пасажирів складу і кілька сотень людей на станції «Політехніка» були евакуйовані. Дев'ять осіб потрапили до лікарні з ознаками отруєння продуктами горіння. Згідно з попередньою версією, займання у поїзді Inspiro могло статися у результаті неполадки в електроустаткуванні.
Адміністрацією Варшави було прийнято рішення призупинити експлуатацію поїздів Inspiro загальною вартістю близько € 40 млн до з'ясування всіх обставин НП — імовірно, до середини грудня року.

До з'ясування обставин надзвичайної події підключилася варшавська прокуратура, яка з особливою ретельністю вивчає технічну документацію, а також хід пробних випробувань метропоездов Inspiro. Правоохоронні органи припускають, що крім короткого замикання причиною пожежі могла стати несправність тягового двигуна або компресора.
Як відзначали польські ЗМІ, введення в експлуатацію німецьких потягів проходив з порушеннями процедури. На експертів тиснули міська влада — це було пов'язано з минулим у жовтні референдуму про довіру меру польської столиці Ханна Гронкевич-Вальц. Запуск нових поїздів Inspiro був важливий для мера, тому проведення тестів і випробувань було максимально скорочено. По суті, на лінію був випущений несправний поїзд. Кшиштоф Диль, керівник відомства, відповідального за питання експлуатації міського рейкового транспорту, не поставив свій підпис на сертифікаті допуску складу в експлуатацію.